# Werner Vogels (Informatiker)

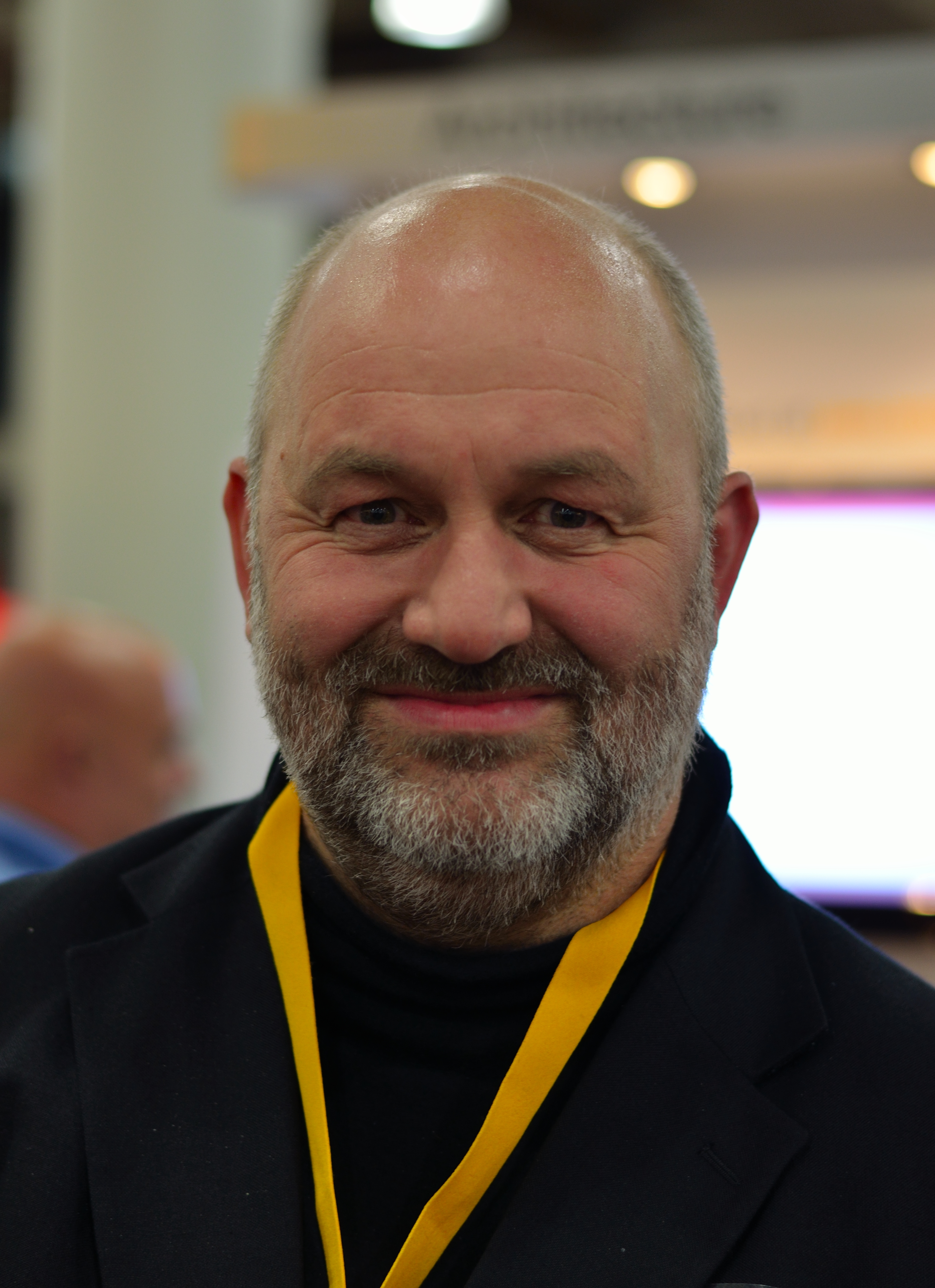
Werner Vogels beim AWS Summit 2013 in New York City

Werner Hans Peter Vogels (* 3. Oktober 1958 in Ermelo, Provinz Gelderland, Niederlande) ist ein niederländischer Informatiker mit dem Spezialgebiet verteilte Systeme. Er ist Chief Technology Officer und Vizepräsident von Amazon.com. Es ist seine Aufgabe, die Technologieinnovationen innerhalb des Unternehmens voranzutreiben. Vogels hat weitgehende interne und externe Verantwortlichkeiten.

## Leben
Werner Vogels schloss im Juni 1989 sein Studium der Informatik an der Fachhochschule De Haagse Hogeschool in Den Haag ab. Von 1991 bis 1994 war Vogels Wissenschaftler am INESC (Instituto de Engenharia de Sistemas e Computadores ‚Institut für Systems Engineering und Computer‘) in Porto, Portugal. Von 1994 bis 2004 war er wissenschaftlicher Mitarbeiter an der Informatikfakultät der Cornell University. Er forschte hauptsächlich auf dem Gebiet skalierbarer, zuverlässiger Unternehmenssoftware. Vogels erwarb 2003 einen Ph.D. in Informatik von der Vrije Universiteit in Amsterdam. Doktorväter waren Henri Bal und Andrew S. Tanenbaum.
Werner Vogels gründete zusammen mit Kenneth Birman und Robbert van Renesse 1997 das Unternehmen Reliable Network Solutions. Das Unternehmen besaß US-Patente zu den Themen Netzwerk-Monitoring und Multicast-Protokolle. Zwischen 1999 und 2002 war er unter anderem Vizepräsident und Chief Technology Officer des Unternehmens.
Werner Vogels trat im September 2004 eine Stelle als Direktor für Systems Research bei Amazon an. Er wurde im Januar 2005 Chief Technology Officer und im März desselben Jahres Vizepräsident.
Vogels ist mit Annet Vogels verheiratet, einer Musikerin, die früher für das Nederlands Philharmonisch Orkest gespielt hat. Sie haben zwei Töchter, Laura Vogels und Kim Vogels, die beide Schauspielerei in London studiert haben und nach ihrem Studium nach New York City gezogen sind. Er lebt in Seattle im US-Bundesstaat Washington.

## Leistungen
Vogels ist Autor vieler Artikel für Konferenzen und wissenschaftliche Zeitschriften, hauptsächlich über Technologien für verteilte Systeme für Unternehmenssoftware.
Vogels schreibt seit seiner Zeit als Wissenschaftler in Cornell 2001 den Blog All Things Distributed, in dem es um die Entwicklung skalierbarer und robuster verteilter Systeme geht. Am Anfang diskutierte er erste Ergebnisse seiner Forschung. Nachdem er zu Amazon wechselte, wurde der Blog teilweise produktorientierter, enthält aber auch Artikel über allgemeine Technologie- und Industriethemen. Er nutzt seinen Blog um über Themen wie Eventual Consistency zu informieren.
Vogels beschrieb die technischen Details von Amazons Infrastruktur in einem Artikel über Amazon Dynamo, den Speicher für Amazons Warenkorb. Er gilt als einer der weltweit führenden Experten für hochverfügbare und -skalierbare Systeme.
2008 wurde bekannt, dass Vogels einer der Architekten hinter Amazons Ansatz für Cloud Computing, den Amazon Web Services (AWS), ist. Während des Jahres warb Vogels ständig für Cloud Computing und AWS und deren Vorteile für die Industrie. Für seine Rolle beim Cloud Computing zeichnete InformationWeek Vogels 2008 als CIO/CTO des Jahres aus. In den Jahren 2010, 2011, und 2012 war er unter TechTargets Top 10 Cloud Computing Leaders. 2012 führte er die Liste von Wired's Top 10 Cloud Influencers and Thought Leaders an.